# گمینا خورکووکا
گمینا خورکووکا (به لهستانی:  Gmina Chorkówka) یک گمینا در لهستان است که در شهرستان کروسنو واقع شده‌است. گمینا خورکووکا ۷۷٫۷۵ کیلومتر مربع مساحت و ۱۳٬۱۵۸ نفر جمعیت دارد.